# Hippocampus kuda
Hippocampe doré, Hippocampe d'estuaire
Espèce
Statut de conservation UICN

 VU A2cd+3cd+4cd : Vulnérable
Statut CITES
Hippocampus kuda, communément nommé hippocampe doré ou hippocampe d'estuaire, est une espèce de poissons osseux de petite taille appartenant à la famille des Syngnathidae, natif du Bassin Indo-Pacifique.

## Description
L'hippocampe doré est un poisson de petite taille qui peut atteindre une longueur maximale comprise entre 17 et 30 cm de long ,.
Le corps est assez imposant, allongé et ne possède pas d'épines, toutes les protubérances sont arrondies. La tête est relativement grande par rapport au corps. Le museau est épais et court. La couronne est petite et se dresse vers l'arrière, elle peut aussi parfois comporter des filaments plus ou moins longs. Certains adultes possèdent une ligne noire qui traverse la nageoire dorsale dans le sens de sa largeur.
Sa livrée est souvent sombre avec une texture granuleuse mais elle peut également être jaune, crème ou rougeâtre avec des taches et de nombreux petits points sombres.

## Distribution & habitat
L'hippocampe doré est présent dans les eaux tropicales et subtropicales du Bassin Indo-Pacifique soit des côtes orientales de l'Afrique, Mer Rouge comprise, à la Polynésie, Hawaii inclus, ainsi que des iles méridionales du Japon à la Nouvelle-Calédonie,.
Cet hippocampe affectionne aussi bien un mode de vie benthique (les eaux côtières au substrat meuble et/ou rocheux, ainsi que les eaux abritées des estuaires, des ports ou des mangroves) que la vie pélagique en dérivant agrippé à des algues de type sargasse et ce de la surface à 8 m de profondeur en moyenne et jusqu'à une profondeur maximale observée de 55 m,,,,,.

## Biologie
L'Hippocampe doré a un régime alimentaire carnivore et se nourrit de petits crustacés ainsi que d'autres organismes planctoniques.
Il est ovovivipare et c'est le mâle qui couve les œufs dans sa poche incubatrice ventrale. Cette dernière comporte des villosités riches en capillaires qui entourent chaque œuf fécondé créant une sorte de placenta alimentant les embryons. Parvenus à terme, les petits seront expulsés de la poche et évolueront de manière totalement autonome.

## Statut de conservation
L'hippocampe doré est capturé principalement pour alimenter les marchés de la médecine chinoise traditionnelle et de l’aquariophilie. Face à la pression constante et au déclin avéré de l'espèce dans certaines zones géographiques, cette dernière est considérée comme "Vulnérable" sur la liste rouge de l'IUCN.
Au niveau international, elle est également inscrite à l'Appendix II de la Convention sur le commerce international des espèces de faune et de flore sauvages menacées d'extinction (CITIES)cela signifie qu'elle est sur la liste des espèces qui ne sont pas nécessairement menacées d'extinction mais dont le commerce des spécimens doit être règlementé pour éviter une exploitation incompatible avec leur survie.